# Museo de Minerales (Universidad Nacional Mayor de San Marcos)
El Museo de Minerales "Andrés Del Castillo" de la Universidad Nacional Mayor de San Marcos (siglas: MAD-UNMSM) es la institución encargada de preservar y exhibir acervo de la Facultad de Ingeniería Geológica, Minera, Metalúrgica y Geográfica de la Universidad Nacional Mayor de San Marcos y parte de la colección privada de Guido del Castillo, ingeniero de minas y gestor cultural peruano. Fue inaugurado en septiembre de 2019, en el marco del 35° aniversario de la Escuela Profesional de Ingeniería Geológica. Cuenta con una importante colección de minerales fluorescentes, la segunda de su tipo en el Perú.